# Saint-Paul-de-la-Croix
Saint-Paul-de-la-Croix är en kommun i provinsen Québec i Kanada. Den ligger i regionen Bas-Saint-Laurent, i den östra delen av landet, 600 km nordost om huvudstaden Ottawa.